# 2016년 전국체육대회
제97회 전국체육대회는 2016년 10월 7일부터 2016년 10월 13일까지 대한민국 충청남도에서 개최되었다.

## 개요
- 대회명칭 : 제97회 전국체육대회
- 개최기간 : 2016년 10월 7일 ~ 2016년 10월 13일
- 개최지 : 충청남도 (주개최지 : 아산시)
- 구호 : 품어라 행복충남, 뛰어라 대한민국
- 참가인원 : 19,542명
- 종별 : 일반부, 대학부, 고등부
- 마스코트 : 충청이와 충나미

## 종목

### 정식종목
| - 검도 - 골프 - 궁도 - 근대5종 - 농구 - 당구 - 댄스스포츠 - 럭비 - 레슬링 - 롤러 - 바둑 - 배구 - 배드민턴 | - 보디빌딩 - 복싱 - 볼링 - 사격 - 사이클 - 산악 - 세팍타크로 - 소프트볼 - 수영 (경영, 다이빙, 수구) - 스쿼시 - 승마 - 씨름 - 야구 | - 양궁 - 역도 - 요트 - 우슈 - 유도 - 육상 - 정구 - 조정 - 철인3종 - 체조 - 축구 - 카누 - 탁구 | - 태권도 - 테니스 - 트라이애슬론 - 펜싱 - 핀수영 - 하키 - 핸드볼 |

### 시범종목
- 수상스키
- 택견

## 종합순위
개최지
| 순위 | 지역           | 점수   | 금  | 은  | 동    | 합계  |
| 1    | 경기도         | 64,415 | 145 | 133 | 126   | 404   |
| 2    | 충청남도       | 58,420 | 71  | 71  | 129   | 271   |
| 3    | 서울특별시     | 47,777 | 97  | 71  | 107   | 275   |
| 4    | 경상북도       | 46,102 | 83  | 75  | 92    | 250   |
| 5    | 경상남도       | 43,698 | 84  | 56  | 101   | 241   |
| 6    | 부산광역시     | 41,956 | 69  | 67  | 83    | 219   |
| 7    | 인천광역시     | 36,884 | 47  | 49  | 92    | 188   |
| 8    | 충청북도       | 34,637 | 48  | 58  | 96    | 202   |
| 9    | 전라북도       | 32,734 | 57  | 40  | 82    | 179   |
| 10   | 강원도         | 32,271 | 70  | 76  | 77    | 223   |
| 11   | 대전광역시     | 30,037 | 39  | 55  | 72    | 166   |
| 12   | 광주광역시     | 29,942 | 46  | 59  | 60    | 165   |
| 13   | 대구광역시     | 29,629 | 31  | 53  | 65    | 149   |
| 14   | 전라남도       | 28,790 | 33  | 43  | 81    | 157   |
| 15   | 울산광역시     | 18,206 | 38  | 42  | 34    | 114   |
| 16   | 제주특별자치도 | 10,641 | 17  | 27  | 38    | 82    |
| 17   | 세종특별자치시 | 8,125  | 7   | 8   | 9     | 24    |
| 총계 | 총계           | 총계   | 982 | 983 | 1,344 | 3,309 |

### 최우수 선수상
최우수 선수상은 한국체육기자연맹 소속 기자들의 투표로 결정된다.
- 최우수 선수상(MVP) : 김서영 (경상북도/수영)

- 한국신기록 4개를 수립하여 대회 3관왕 달성